# Index Peak
Der Index Peak (englisch für „Zeigefingerspitze“) ist ein rund 1220 m hoher Berg an der Graham-Küste des Grahamlands im Norden der Antarktischen Halbinsel. Er ragt 12 km südöstlich des Kap García auf.
Der Falkland Islands Dependencies Survey kartierte ihn anhand von Luftaufnahmen der Hunting Aerosurveys Ltd. aus den Jahren von 1956 bis 1957. Das UK Antarctic Place-Names Committee gab ihm 1959 seinen deskriptiven Namen.